# Torneo de las Cuatro Naciones 1897
El Torneo de las Cuatro Naciones de 1897 (Home Nations Championship 1897) fue la 15° edición del principal Torneo del hemisferio norte de rugby.
El campeonato fue declarado desierto al no disputarse dos encuentros (Gales-Irlanda y Escocia-Gales)
Gales sólo completó un partido durante este campeonato ya que la Welsh Rugby Union se retiró del International Rugby Board en febrero de 1897 debido al asunto Gould y por lo tanto, no era elegible para jugar más partidos internacionales.

## Clasificación
| Lugar | Selección  | Partidos | Partidos | Partidos  | Partidos | Puntos  | Puntos    | Puntos | Tabla de puntos |
| Lugar | Selección  | Jugados  | Ganados  | Empatados | Perdidos | A favor | En contra | dif.   | Tabla de puntos |
| ----- | ---------- | -------- | -------- | --------- | -------- | ------- | --------- | ------ | --------------- |
| 1     | Inglaterra | 3        | 1        | 0         | 2        | 21      | 27        | -6     | 2               |
| 1     | Irlanda    | 2        | 1        | 0         | 1        | 16      | 17        | -1     | 2               |
| 1     | Gales      | 1        | 1        | 0         | 0        | 11      | 0         | +11    | 2               |
| 1     | Escocia    | 2        | 1        | 0         | 1        | 11      | 15        | -4     | 2               |

## Resultados
| 9 de enero | Gales | 11 - 0 | Inglaterra | Newport, |  |

| 6 de febrero | Irlanda | 13 - 9 | Inglaterra | Dublín, |  |

| 20 de febrero | Escocia | 8 - 3 | Irlanda | Edimburgo, |  |

| 13 de marzo | Inglaterra | 12 - 3 | Escocia | Manchester, |  |

|  | Gales | No disputado | Irlanda |  |  |

|  | Escocia | No disputado | Gales |  |  |

## Premios especiales
- Copa Calcuta:  Inglaterra